# الفرع (ردمان)

تعديل مصدري - تعديل

الفرع هي إحدى قرى عزلة الاغوال السفلى بمديرية ردمان التابعة لمحافظة البيضاء، بلغ تعداد سكانها 159 نسمة حسب تعداد اليمن لعام 2004.